# Cornățelu (gmina)
Cornățelu – gmina w południowej Rumunii, w okręgu Dymbowica.
W skład gminy wchodzi 5 miejscowości: Alunișu, Bolovani, Cornățelu, Corni i Slobozia. Według stanu na rok 2011 liczyła 1675 mieszkańców, zaś w roku 2021 jej liczebność wynosiła 1684 mieszkańców.